# Alois Alzheimer
Alois Alzheimer (n. 14 iunie 1864, Marktbreit, Regatul Bavariei, Reich-ul German – d. 19 decembrie 1915, Breslau, Reich-ul German) a fost un psihiatru și neuropatolog german. A descris pentru prima dată o formă de demență degenerativă, cunoscută până azi după numele său ca Boala Alzheimer.

## Biografie
Alois Alzheimer s-a născut la 14 iunie 1864 în orășelul Marktbreit, ca fiu al notarului Eduard Alzheimer. După absolvirea gimnaziului în Aschaffenburg, a studiat medicina la universitățile din Würzburg și Tübingen. În 1887 a obținut titlul de Doctor în Medicină cu o dizertație despre "Glandele ceruminoase ale urechii". Începând cu anul 1888, timp de 14 ani lucrează - la început ca medic secundar (Assistenzarzt), mai târziu ca medic primar (Oberarzt) - în Spitalul de Boli Mintale din Frankfurt am Main nou înființat de Heinrich Hoffmann, sub conducerea lui Emil Sioli. Împreună cu acesta, introduce o nouă metodă de tratament a bolnavilor psihici, renunțându-se la mijloacele coercitive, cum ar fi „cămașa de forță”, în schimbul supravegherii bolnavilor în săli comune, folosirea băilor calde pentru liniștirea bolnavilor agitați, permiterea plimbărilor în parcul spitalului sau în împrejurimi. În Frankfurt ia contact cu Carl Weigert, Ludwig Edinger și cu Franz Nissl, care îl inițiază în morfologia patologică a creierului. Împreună cu Nissl întreprinde primele studii de Neuropatologie.
În anul 1894 se căsătorește cu Cecilie Geisenheimer. Șapte ani mai târziu, în 1901, Cecilie decedează în urma unei îmbolnăviri acute. În același an, la 25 noiembrie 1901, Alzheimer examinează pentru prima dată o bolnavă, Auguste Deter, internată pentru modificări de comportament, tulburări de memorie, idei de persecuție, incapacitate de a mai întreprinde cele mai elementare activități în gospodărie. Alzheimer mai văzuse bolnavi cu fenomene de deteriorare mintală, majoritatea în vârstă de peste 70 de ani, deteriorare atribuită senilității. Auguste Deter avea însă doar 51 de ani, fapt care l-a făcut să aprofundeze studiul clinic al acestui caz, căruia i-a pus la început un diagnostic vag de „Boală a uitării” (Die Krankheit des Vergessens).
În anul 1902, Alzheimer devine asistent la clinica de Psihiatrie a Universității din Heidelberg sub conducerea profesorului Emil Kraepelin, care, un an după aceea, îl ia cu el la München, unde primise conducerea clinicii de Psihiatrie a Universității din acest oraș. Între 1903 și 1912, Alzheimer conduce laboratorul de Anatomie patologică lucrând în același timp și ca medic primar în clinică. Aici își susține dizertația de docență (Habilitation) cu tema: „Studii histologice pentru diagnosticul diferențial al paraliziei generale progresive”.
La 9 aprilie 1906, Alzheimer primește știrea morții pacientei Auguste Deter, a cărei evoluție nu încetase să o urmărească. La examinarea amănunțită a creierului, obținut în urma autopsiei, constată modificări ale neocortexului și cortexului limbic, nedescrise până atunci, sub forma reducerii masei creierului, în special în regiunile frontale și parietale, dispariției unui mare număr de celule nervoase în aceste regiuni și apariției unor acumulări de substanțe proteice ca plăci dispuse în întreaga scoarță cerebrală, care conțin o proteină numită beta amiloid, înconjurată de celule în degenerare. La 3 noiembrie 1906, în cadrul celei de a 37-a Conferință a Psihiatrilor germani din Sud-vest ținută la Tübingen, Alzheimer prezintă comunicarea asupra unei forme „particulare de îmbolnăvire a scoarței creierului” (eine eigenartige Erkrankung der Hirnrinde). Constatările făcute apar în anul următor sub forma unui articol de două pagini în revista de specialitate "Allgemeine Zeitschrift für Psychiatrie und psychisch-gerichtliche Medizin" (1907, vol. 64, pp. 146–48). Acesta a fost primul caz de atrofie difuză presenilă a creierului, afecțiune care, la propunerea făcută de Emil Kraepelin încă în anul 1910, poartă numele său: Boala Alzheimer.
În anul 1912, Alzheimer este chemat ca profesor la conducerea catedrei de Psihiatrie și director al clinicii psihiatrice a Universității din Breslau. Deja în timpul călătoriei apar primele semne de îmbolnăvire și, ajuns la Breslau, este internat în spital cu tulburări cardiace și renale de natură infecțioasă, probabil o endocardită septică sub-acută (cunoscută atunci sub numele de „Endocardită lentă”). Trei ani mai târziu, în vârstă de numai 52 de ani, decedează pe 19 decembrie 1915.
Medicina datorează lui Alzheimer primele cunoștințe asupra substratului morfologic al bolilor psihice care duc la demență: paralizia generală, arterioscleroza și atrofiile senile și presenile ale creierului. Lucrările sale, împreună cu Franz Nissl, asupra paraliziei generale, au demonstrat pentru prima dată prezența în creier a unor modificări caracteristice în cazul unor boli psihice nevindecabile și au dus la noțiunea de „psihoze organice”.